# Camellia Bowl 2020
Match précédent Match suivant
Le Camellia Bowl 2020 est un match de football américain de niveau universitaire joué après la saison régulière 2020, le 25 décembre 2020 au Cramton Bowl, de Montgomery dans l'État de l'Alabama aux États-Unis. 
Il s'agit de la 7e édition du Camellia Bowl.
Le match met en présence l'équipe des Thundering Herd de Marshall issue de la Conference USA et l'équipe des Bulls de Buffalo issue de la Mid-American Conference.
Il débute à 13 h 30 locales et est retransmis à la télévision par ESPN.
Buffalo gagne le match sur le score de 17 à 10.

## Présentation du match
| Équipes                                                             | Conférences | Entraîneurs        | Stats. saison rég. | Classements avant le bowl | Classements avant le bowl | Classements avant le bowl |
| ------------------------------------------------------------------- | ----------- | ------------------ | ------------------ | ------------------------- | ------------------------- | ------------------------- |
| Équipes                                                             | Conférences | Entraîneurs        | Stats. saison rég. | CFP                       | AP                        | Coaches                   |
| Thundering Herd de Marshall                                         | C USA       | Doc Holliday (en)  | 7 - 2              | NC                        | NC                        | NC                        |
| Bulls de Buffalo                                                    | MAC         | Lance Leipold (en) | 5 - 1              | NC                        | NC                        | NC                        |
| - Équipe donnée favorite par les bookmakers : Buffalo par 4½ points |             |                    |                    |                           |                           |                           |

Il s'agit de la 10e rencontre entre ces deux équipes, Marshall menant la séries avec 8 victoires pour 1 défaite  :
| Saison | Date              | Vainqueur | Score   | Perdant  | Compétition      |
| ------ | ----------------- | --------- | ------- | -------- | ---------------- |
| 2004   | 21 octobre 2004   | Marshall  | 48 - 14 | Buffalo  | Saison régulière |
| 2003   | 18 octobre 2003   | Marshall  | 26 - 16 | Buffalo  | Saison régulière |
| 2002   | 12 octobre 2002   | Marshall  | 66 - 21 | Buffalo  | Saison régulière |
| 2001   | 13 octobre 2001   | Marshall  | 33 - 14 | Buffalo  | Saison régulière |
| 2000   | 30 septembre 2000 | Marshall  | 47 - 14 | Buffalo  | Saison régulière |
| 1999   | 23 octobre 1999   | Marshall  | 59 - 03 | Buffalo  | Saison régulière |
| 1964   | 10 octobre 1964   | Marshall  | 14 - 12 | Buffalo  | Saison régulière |
| 1963   | 12 octobre 1963   | Marshall  | 10 - 08 | Buffalo  | Saison régulière |
| 1959   | 21 novembre 1963  | Buffalo   | 37 - 12 | Marshall | Saison régulière |

### Thundering Herd de Marshall
Avec un bilan global en saison régulière de 7 victoires et 2 défaites (4-1 en matchs de conférence), Marshall est éligible et accepte le 20 décembre 2020 l'invitation pour participer au Camellia Bowl de 2020.
Ils terminent 1er de la East Division de la Conference USA mais à l'issue de la saison 2020, ils n'apparaissent pas dans les classements CFP, AP et Coaches.
C'est leur première apparition au Camellia Bowl.
| Postes      | Joueurs       | Statistiques                                                      |
| ----------- | ------------- | ----------------------------------------------------------------- |
| Quarterback | Grant Wells   | 152/250 passes réussies pour 1 977 yards, 18 TDs, 9 interceptions |
| Coureur     | Brenden Knox  | 185 courses pour 887 yards nets gagnés et 9 TDs                   |
| Receveur    | Xavier Gaines | 26 réceptions pour 398 yards et 4 TDs                             |

### Bulls de Buffalo
Avec un bilan global en saison régulière de 5 victoires et 1 défaites (5-0 en matchs de conférence), Buffalo est éligible et accepte le 20 décembre 2020 l'invitation pour participer au Camellia Bowl de 2020.
Ils terminent 1er de la East Division de la Mid-American Conference mais à l'issue de la saison 2020, ils n'apparaissent pas dans les classements CFP, AP et Coaches.
C'est leur première apparition au Camellia Bowl.
| Postes      | Joueurs         | Statistiques                                                    |
| ----------- | --------------- | --------------------------------------------------------------- |
| Quarterback | Kyle Vantrease  | 80/127 passes réussies pour 1 186 yards, 7 TDs, 2 interceptions |
| Coureur     | Jaret Patterson | 141 courses pour 1 072 yards nets gagnés et 19 TDs              |
| Receveur    | Antonio Nunn    | 33 réceptions pour 535 yards et 2 TDs                           |